# 1. Fallschirmjäger-Division (Wehrmacht)
Die 1. Fallschirmjäger-Division, abgekürzt 1. Fsjg.-Div., war ein lufttransportfähiger, infanteristisch kämpfender Großverband der deutschen Luftwaffe während des Zweiten Weltkrieges. Der Verband entstand aus der Umbenennung der bereits 1938 aufgestellten 7. Flieger-Division, abgekürzt 7. Flieger-Div., zum 1. Mai 1943.

## 7. Flieger-Division

### Hintergrund
Der Reichsminister der Luftfahrt und Oberbefehlshaber der Luftwaffe Hermann Göring erließ am 29. Januar 1936 den Befehl, eine Anzahl von Soldaten des Regiments „General Göring“ als Lehrpersonal im Fallschirmspringen und Fallschirmpacken auf Grund freiwilliger Meldungen auszubilden. Im Laufe des Jahres 1936 entstand in dem Fliegerhorst Stendal die erste deutsche Fallschirmschule. Die Offiziere, Unteroffiziere und Mannschaften betraten – mit Ausnahme der UdSSR, die bereits im Jahr 1928 eine Fallschirmtruppe aufgestellt hatte – militärisches Neuland. Die Aufgabe der ersten Fallschirmjäger sollte Sabotage hinter den feindlichen Linien sowie die Erprobung geeigneten Gerätes sein.

### Aufstellung
Zum 1. September 1938 wurde die 7. Flieger-Division gebildet, der alle Fallschirmjägerverbände unterstellt wurden. Ihr erster Kommandeur wurde Generalmajor Kurt Student. Seine reguläre Divisionsstärke erreichte der Großverband erst nach dem Einsatz auf Kreta. 

### Polenfeldzug
Zu Beginn des Zweiten Weltkriegs verfügte die Division lediglich über zwei Regimenter mit fünf Bataillonen. Beim Angriffskrieg gegen Polen kamen deshalb die Fallschirmjäger nur in Kompaniestärke zum Einsatz oder wurden zurückgehalten, weil die angreifenden Panzereinheiten ihre Ziele bereits erreicht hatten.

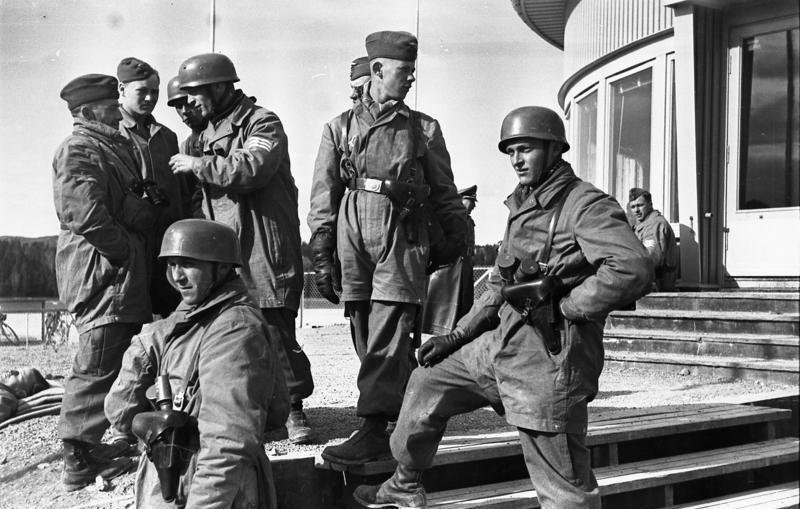
Personal des Fallschirmjäger-Regiments 1 auf dem Flugplatz Fornebu nahe Oslo, April 1940

### Norwegen und Dänemark 1940
Flughäfen Oslo und Stavanger
In den ersten Stunden des Unternehmens Weserübung (am 9. April) wurde versucht, die 1. und 2. Kompanie des I./Fallschirmjäger-Regiment 1 auf dem Flugplatz Oslo-Fornebu abzusetzen. Dichter Nebel verhinderte dies. Nach dem Aufreißen des Nebels kämpften deutsche Tiefflieger die Verteidiger des Flugfelds nieder und ermöglichten den Ju 52 mit den Soldaten an Bord die Landung.
Die 3. Kompanie hatte den Befehl, im Sprungeinsatz den Flughafen von Stavanger zu erobern, was auch nach kurzer Zeit gelang.
Dänemark
Die 4. Kompanie des I./Fallschirmjäger-Regiment 1 kam in Dänemark zum Einsatz. Ihr Ziel war die Brücke zwischen den Inseln Seeland und Falster. Die dänischen Brückenwachen wurden überrascht und nach kurzem Widerstand entwaffnet.
Dombås
Eine der Kompanien (I./Fallschirmjäger-Regiment 1 unter dem Oberleutnant Herbert Schmidt), die in Oslo eingesetzt waren, bestieg nach Klärung der Lage am 14. April wieder die Maschinen und wurde östlich von Dombås abgesetzt. Sie sollte dort die Vereinigung der in Namsos gelandeten Alliierten mit den Norwegern verhindern. Zudem sollte die Bahnlinie unterbrochen werden und die Straße weiter südlich gesperrt werden. Für das erfolgreiche Unternehmen wurde Herbert Schmidt mit dem Ritterkreuz ausgezeichnet. Bereits im Anflug wurden jedoch drei der 15 Maschinen abgeschossen, beim Absetzen der Fallschirmjäger dann weitere fünf. Die Sprengung der Bahnlinie gelang, jedoch waren die feindlichen Verbände zu stark, so dass die Sperrung der Straße nur kurzfristig gelang. Nach fünf Tagen musste sich der aus nur noch 34 Männern bestehende Rest der Truppe den eingetroffenen Engländern ergeben. Kurz vor dem Abtransport über Narvik wurden sie von Soldaten der eigenen Division befreit.
Narvik
Nach der Anlandung deutscher Gebirgsjäger über See in der Schlacht um Narvik entwickelten sich schwere Kämpfe mit den in Namsos angelandeten französischen und britischen Streitkräften. Die Nachschublage für die deutschen Truppen gestaltete sich schwierig, da der Landweg versperrt war. Um die dort kämpfenden Truppen zu verstärken, wurden nicht mehr benötigte Truppenteile der Division im Sprungeinsatz über Narvik abgesetzt. Am 8. Juni konnte Narvik dann nach fast zweimonatigem Kampf endgültig besetzt werden.

### Westen 1940
Maasbrücken und Eben Emael

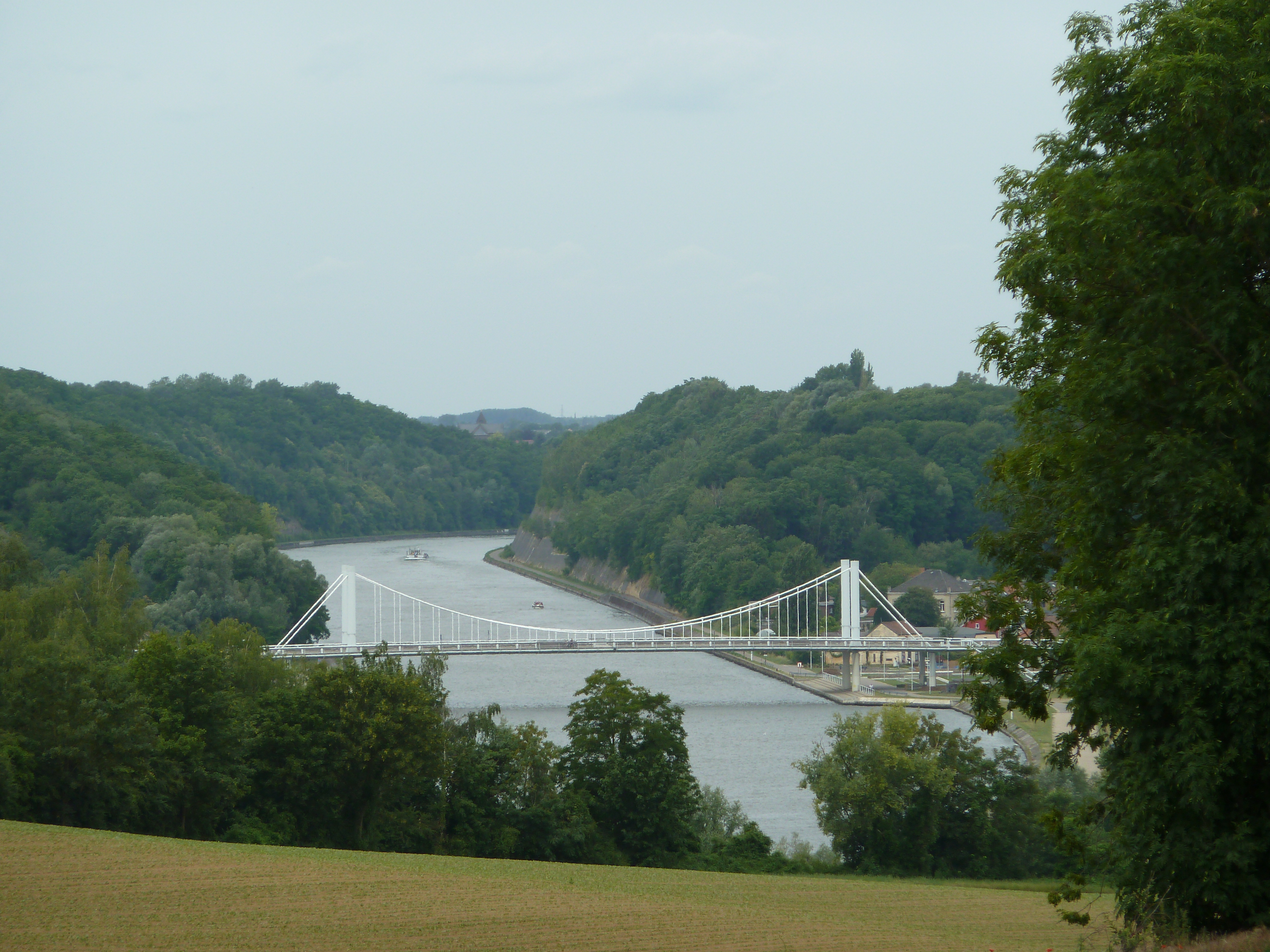
Brücke von Kanne (Riemst)
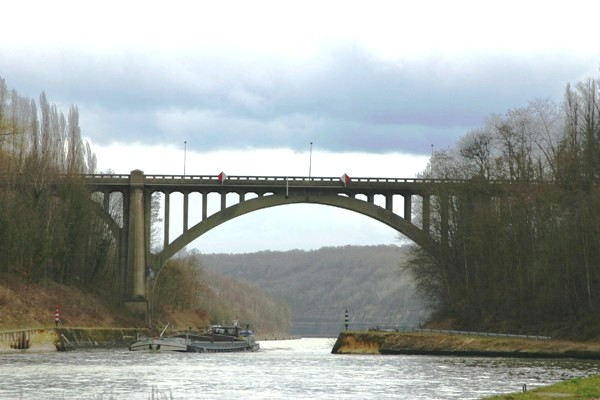
Brücke von Vroenhoven
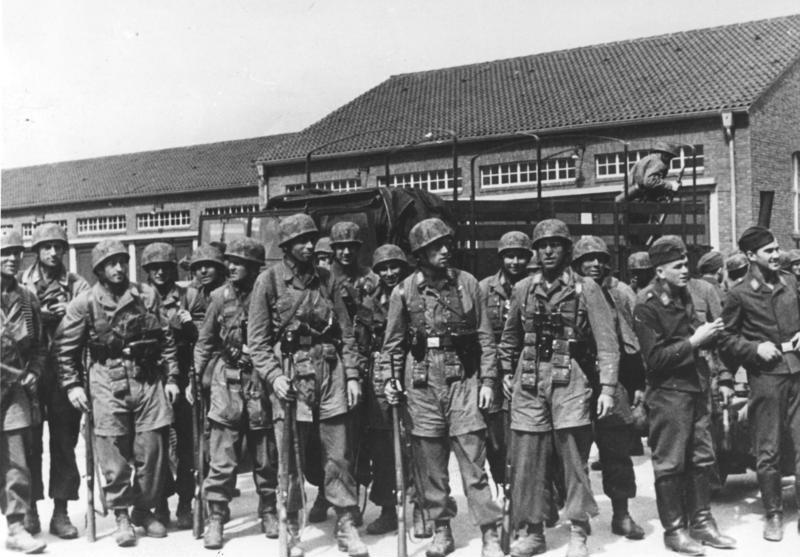
Fallschirmjäger im Einsatz Fort Eben-Emael

Zu Beginn des Westfeldzugs bildete die Sturmabteilung der Division vier Kampfgruppen, um mit einem Überraschungsangriff den Panzertruppen die Überquerung des Albertkanals zu ermöglichen.
- Kampfgruppe Beton (Hauptmann Koch) – Eroberung und Besetzung der Brücke von Vroenhoven
- Kampfgruppe Stahl (Oberleutnant Altmann) – Eroberung und Besetzung der Brücke von Veldwezelt
- Kampfgruppe Eisen (Leutnant Schächter) – Eroberung der Brücke von Canne
- Kampfgruppe Granit (Oberleutnant Witzig) – Ausschalten der Festung Eben-Emael

Die beiden ersten Brücken wurden nach dem Absprung erobert und bis zum Eintreffen der Panzer gehalten. Die Brücke von Canne war allerdings bereits vor dem Eintreffen der Jäger gesprengt worden. Das Fort Eben-Emael ergab sich am Nachmittag des 11. Mai, nachdem die Kampfgruppe Granit (56 Mann der Fallschirm-Pioniere) im Morgengrauen des 10. Mai mit zunächst sieben Lastenseglern gelandet war und einzelne der Festungskuppeln und Beobachtungsstände mit Hohlladungen gesprengt hatte. Sechs der 56 Angreifer starben, etwa 20 wurden verletzt.
Festung Holland
In den Niederlanden stellten die wichtigen Brücken über die Maas und die Flugfelder in der Nähe der Großstädte die vorrangigsten Ziele dar. Die für den Vormarsch wichtigen Brücken bei Dordrecht und Moerdijk wurden von Truppen des Fallschirmjäger-Regiments 1 genommen und bis zur Entsetzung durch die 9. Panzer-Division gehalten. An den Flugfeldern um Den Haag kam es zu schweren Gefechten. Der Einsatz gegen das Flugfeld von Ypenburg (Rijswijk/Den Haag) endete in einem Fiasko, die niederländische Königin und ihre Regierung konnten nicht ausgeschaltet werden und flohen nach England, um den Krieg fortzusetzen. Die an den Flugfeldern gelandeten Soldaten wurden sofort in heftige Kämpfe verwickelt und mussten sich wegen Munitionsmangels ergeben, nachdem die zur Verstärkung vorgesehenen Teile der 22. Luftlande-Infanterie-Division nicht durchkamen. Kradschützen und Infanterie dieser Division wurden im Lufttransport geplant herangeführt. Die 1.200 von den Niederländern gefangenen Fallschirmjäger wurden nach den ersten Kämpfen sofort nach Großbritannien in die Kriegsgefangenschaft abtransportiert. Auch am Flugfeld von Rotterdam wurde schwer gekämpft. Hier konnten deutsche Panzertruppen die Fallschirmjäger entsetzen und die Stadt gemeinsam einschließen. Die Landungen im Hinterland beschäftigten die niederländische Truppenführung so sehr, dass sie den Angriffsspitzen der Wehrmacht kaum Widerstand entgegenstellte. Im weiteren Verlauf des Feldzugs kamen keine weiteren Teile der Division mehr zum Einsatz. Die Niederlande kapitulierten am 15. Mai, einen Tag nach dem schweren Luftangriff auf Rotterdam.
Nach der Beendigung des Westfeldzugs wurde die Division auf drei Regimenter ausgebaut, ferner wurden die Unterstützungskompanien zu Bataillonen verstärkt. Die Sturmabteilung Koch wurde zum selbständigen Luftlande-Sturm-Regiment ausgebaut, das neben der Fallschirmsprungausbildung auch mit Lastenseglern angelandet werden konnte. Die Division verfügte damit über vier Fallschirmjägerregimenter und weitere Kampfunterstützungsbataillone. In das XI. Fliegerkorps waren die Ju-52 Transportgeschwader und Kampf- und Schlachtflieger für die unmittelbare Gefechtsfeldunterstützung eingebunden.

### Griechenland 1941
Korinth
Nach dem Durchbruch deutscher Divisionen durch die Metaxas-Linie in den ersten Tagen des Balkanfeldzugs flüchteten die alliierten Truppen in südlicher Richtung. Am 25. April 1941 sprangen die drei Bataillone des FJR 2 unter dem Kommando von Oberst Sturm zu beiden Seiten des Kanals von Korinth ab. Eine Fallschirmjäger-Pionierkompanie folgte mit Lastenseglern. Ziel war der schnelle Übergang über den Kanal, um den alliierten Truppen die Möglichkeit zu nehmen, auf dem Peloponnes eine Verteidigungslinie zu errichten. Nach einem kurzen Feuergefecht konnte die Brücke gestürmt und eine Sprengung verhindert werden. Durch einen Zufallstreffer in aufgehäufte Munition wurde nach der Einnahme jedoch der Mittelteil zerstört. In einer spektakulären Aktion gelang es einem Kompanieführer, mit erbeuteten Lastwagen noch 1.400 britische Soldaten gefangen zu nehmen.
Kreta
Die alliierten Truppen sammelten sich nach ihrem Rückzug vom griechischen Festland auf der Insel Kreta. Um die Bedrohung an ihrer südöstlichen Flanke auszuschalten, griffen Kampfverbände der Achsenmächte am 20. Mai 1941 die Insel in der Luftlandeschlacht um Kreta an. Dabei landete die Division in mehrere Kampfgruppen aufgeteilt, um zunächst die Flugfelder auf der Insel in ihren Besitz zu bringen. Diese sollten dann zur Landung von Teilen der 5. Gebirgs-Division benutzt werden.
- West (Chania und Maleme), Kommandeur Eugen Meindl mit Luftlande-Sturmregiment und Fallschirmjäger-Regiment 3.

Mit der Erstürmung der Höhe 107 kontrollierten die Deutschen das Flugfeld von Maleme. Nun konnten Gebirgsjäger durch die Transportgeschwader der Luftwaffe herangeführt werden.
- Mitte (Rethymno) unter Oberst Sturm FJR-2 ohne das II. Bataillon
- Ost (Iraklio) unter Oberst Bruno Bräuer FJR-1 mit dem II./FJR-2.

Die Alliierten mussten sich daraufhin zurückziehen und verließen Kreta über dessen südlichen Teil.
Die 7. Flieger-Division verblieb bis Juni 1941 auf Kreta und wurde danach in der Heimat mit Ersatztruppen wieder aufgefüllt. Bedingt durch die Ausfälle während der Luftlandung auf Kreta erfolgt kein Einsatz am Beginn des Russlandfeldzugs.

### Ostfront und Frankreich 1941–43
Ab September 1941 wurde die Division, aufgeteilt in mehrere Kampfgruppen, an der Ostfront eingesetzt, unter anderem im Raum Schlüsselburg und Stalino. Teile der Division beteiligten sich im Jahr 1942 an der Partisanenbekämpfung im Raum Smolensk.
Im Sommer 1942 wurden Teile der Division in Frankreich für das Unternehmen Herkules zur geplanten Eroberung Maltas bereitgestellt, das aber nach den Erfolgen Rommels in Nordafrika abgesagt wurde. Stattdessen wurde aus ihnen die Fallschirmjäger-Brigade Ramcke gebildet, die ab August im Afrikafeldzug in Bodenkämpfen eingesetzt wurde.

### Auflösung durch Umbenennung
Bis Ende April 1943 wurde der Verband neu organisiert. Hierbei wurde das FJR 2 zur Aufstellung der 2. Fallschirmjäger-Division abgegeben und durch das neu aufgestellte FJR 4 ersetzt. Letztlich erfolgte die Aufstellung mehrerer Fallschirmjäger-Divisionen. Die 7. Flieger-Division erhielt als erster Fallschirmjäger-Verband der deutschen Streitkräfte die Bezeichnung 1. Fallschirmjäger-Division.

## 1. Fallschirmjäger-Division

### Italien 1943–45
Sizilien
Kurz nach ihrer Umbenennung am 1. Mai 1943 wurde die Division von Avignon nach Sizilien verlegt. Sie traf dort am 10. Juli 1943 ein. Der Verband wurde dort nach der Landung der Alliierten im Raum Catania als schnelle Eingreiftruppe eingesetzt. Nach dem Beschluss der Armeeführung, sich wegen der unsicheren politischen Lage in Italien von Sizilien abzusetzen, deckte die Division den Rückzug der deutschen Truppen und verließ als letzter Verband der Achsenmächte am 17. August die Insel. Danach beteiligte sich die Division ebenso wie die 2. Fallschirmjäger-Division an der Sicherung Italiens. Nach der Landung der Alliierten in Salerno wurde die Division in die Abwehrfront der 10. und 14. Armee eingegliedert.
Schlacht um Ortona
Die Schlacht um Ortona vom 20.–28. Dezember 1943 war eine extrem erbitterte Schlacht zwischen den deutschen Fallschirmjägern des III. Bataillons, des Fallschirmjägerregiments 3 der 1. Fallschirmjäger-Division unter Generalleutnant Richard Heidrich und angreifenden kanadischen Streitkräften der 1. Kanadischen Infanteriedivision unter Major General Christopher Vokes in der Stadt Ortona am adriatischen Meer während des „blutigen Dezembers“. Die Schlacht wurde, wegen der Tödlichkeit des Häuserkampfes auch „Klein Stalingrad“ oder „Italienisches Stalingrad“ genannt.1.
Monte Cassino

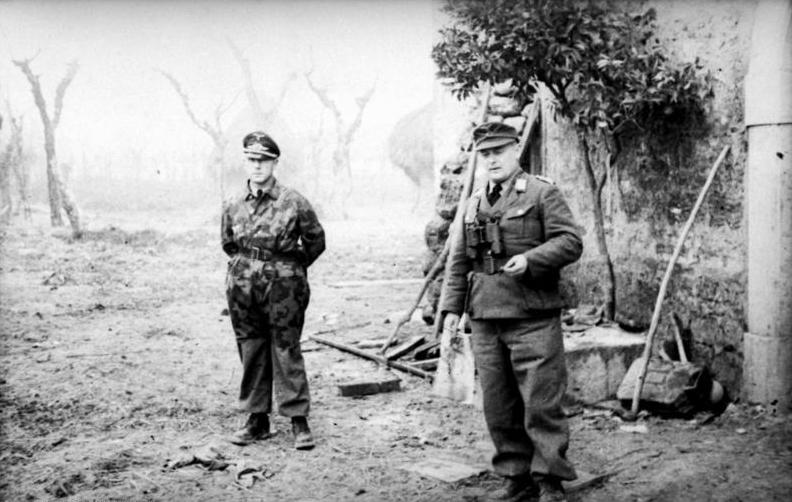
Oberst Ludwig Heilmann (links), Kommandeur des Fallschirmjäger-Regiments 3, und Generalmajor Richard Heidrich (rechts), Divisionskommandeur, am Monte Cassino, Januar 1944

Nach den turbulenten Ereignissen mit dem Regierungswechsel in Italien, gelang es der deutschen Wehrmacht eine geschlossene Front zu bilden. Mit den ausgebauten Stellungen der Gustav-Linie wurde der Vormarsch der Alliierten aufgehalten. Im Januar 1944 versuchten Amerikaner und Briten, diese Front durch die Landung bei Anzio auszuhebeln. In der darauf folgenden Schlacht bei Monte Cassino stand die Division wieder im Mittelpunkt der Geschehnisse.
Schlacht um Rimini
Die Schlacht um Rimini (Battle of Rimini) fand zwischen dem 13. und 21. September 1944 um Rimini statt. Die Stadt an der Adria bildete einen Eckpunkt der Rimini-Linie, die Teil der Gotenstellung war. Der 1. Fallschirmjäger-Division stand dabei die angreifende 3. griechische Gebirgsbrigade unter Oberst Thrasyvoulos Tsakalotos gegenüber (am 1. Juli 1944 im Libanon von der griechischen Exilregierung aufgestellt), unterstützt von Panzern und Infanterie der B-Squadron, 20th New Zealand Armored Regiment, sowie dem 22 New Zealand Motor Battalion, jeweils Teil der 2. neuseeländischen Division.
Bei dem ersten Angriff am 13. September griffen die Griechen zwei kleine Bauernsiedlungen an der Marano-Straße an. Die beiden Siedlungen (Monaldini und Monticelli) wurden von der 1. Fallschirm-Division und einigen Osttruppen (wahrscheinlich ein turkestanisches Bataillon der 162. (Turk.) Division) verteidigt. Die Deutschen waren gut vorbereitet und konnten die Angriffe der Griechen abwehren. Es folgten Kämpfe um Häuser, Kirchen und das Flugfeld, die große Verluste auf beiden Seiten zur Folge hatten.
Sobald der Flugplatz genommen war, richtete die griechische Gebirgsbrigade ihre Aufmerksamkeit auf Rimini. Am 18. September drangen das 2. und 3. Bataillon nach Rimini vor, in Richtung der Küstenvororte der Stadt. Sie stießen erneut auf starken Widerstand der deutschen Fallschirmjäger, konnten jedoch mit Unterstützung neuseeländischer und kanadischer Einheiten am 20. September endlich in die Außenbezirke der Stadt vorstoßen. Sie drangen von Süden her ins Zentrum Riminis vor, nur um es von den Deutschen verlassen zu finden, die aufgrund der durch den Fall von San Fortunato an die 1. kanadische Division verursachten Bedrohung gezwungen worden waren, sich zurückzuziehen.
Am Morgen des 21. September gelangte das 2. griechische Bataillon über den Fluss Ausa in die Innenstadt und hisste die griechische Flagge auf dem Balkon des Rathauses. Um 21:45 Uhr des 21. September übergab der Bürgermeister die Stadt. Die griechische Brigade erhielt für ihren Erfolg den Beinamen „Riminibrigade“.
Rückzug
Nach den schweren Kämpfen um Cassino flauten die Kämpfe in Italien wieder ab. Die deutschen Truppen konnten mit der Gotenstellung wieder eine stabile Frontlinie aufbauen. Zuvor gelang es den Fallschirmjägern, zusammen mit der 334. Infanterie-Division einen Durchbruch feindlicher Panzer zu verhindern. Während des Winters und im Frühjahr 1945 stand die Einheit südlich von Bologna dem Feind gegenüber. Es fanden nur sporadische Gefechte statt. Am 8. April gelang es den Alliierten, ihren Vormarsch weiter fortzusetzen.
Die 1. FJD wurde zum Fluss Po zurückgenommen und überquerte ihn als letzter Verband. Mit den anderen deutschen Truppen erfolgte eine Rückzugsbewegung in Richtung der Alpen. Am 2. Mai erfolgte dann die Einstellung der Kampfhandlungen an der italienischen Front und am 8. Mai 1945 die allgemeine Kapitulation der deutschen Wehrmacht. Außer dem Divisionsstab setzten sich die meisten Angehörigen der Division in Richtung Schweiz ab.

## Kriegsverbrechen
Angehörige verschiedener Einheiten der Division waren zwischen 1943 und 1945 an zahlreichen Kriegsverbrechen in Italien beteiligt. Zu einem regelrechten Massaker durch Angehörige des Fallschirmjäger-Regiments 1 kam es am 21. November 1943 bei Pietransieri einem Ortsteil von Roccaraso in den Abruzzen. 125 Zivilisten fielen dem Massaker von Pietransieri zum Opfer, davon der Großteil Frauen und Kinder, nachdem sich diese geweigert hatten ihre Höfe zu verlassen, wurden die Gebäude in Brand gesteckt, teilweise gesprengt und die Bewohner erschossen. Insgesamt wurden laut dem von der Deutschen Bundesregierung finanzierten und von einer Historikerkommission geleiteten Projekts Atlante degli Stragi Naziste e Fasciste in Italia (dt. Atlas der nazistischen und faschistischen Massaker in Italien) bis zum Kriegsende in Italien fast 400 Personen durch Angehörige der 1. Fallschirmjäger-Division getötet.

## Gliederung
Organisationsstruktur und Gliederung des Großverbands wurde zu jedem Zeitpunkt seit der Erstaufstellung verändert und den taktischen Anforderungen flexibel angepasst.

### 7. Flieger-Division
Die nachstehende Übersicht zeigt die Gliederung der Division am 10. Mai 1940, zum Zeitpunkt des Luftlandeangriffs auf die Festung Holland. Wobei der Divisionsstab zugleich als Korpsstab handelte, weshalb der Divisionskommandeur zugleich als Kommandierender General (KG) agierte.
| 7. Flieger-Division | 7. Flieger-Division | 7. Flieger-Division |
| --- | --- | --- |
| - Divisionskommandeur zugleich KG Luftlandekorps (Generalleutnant Kurt Student) - Ordonnanzoffizier (O 1, Oberleutnant Harry Herrmann)                              | | |
| | Divisionsstab (gleichzeitig Korpsstab) | |
| 1. Generalstabsoffizier, Ia Leiter Führungsabteilung (Major i. G. Heinz Trettner)                                                                                   | - Ia op1 (Hauptmann Hans Kroh) - Ia op2 (Hauptmann Hübner)                                                                                                  | |
| 2. Generalstabsoffizier, Ib Leiter der Quartiermeisterabteilung (Hauptmann Osterroth)                                                                               | | |
| 3. Generalstabsoffizier, Ic Feindlageoffizier (Oberleutnant Lampertsdörfer)                                                                                         | Ic AO, Abwehr-Offizier (Major Bock) | |
| IW, Meteorologe (Regierungsrat Brand) | | |
| IIa, Divisionsadjutant (Oberstleutnant Hans von Fichte) | IIb, Vertreter des Divisionsadjutant (Major Ehrlich) | |
| IVa, Divisionsintendant (Amtmann Vitztum) | IVb, Divisionsarzt (Oberfeldarzt Knebel) | |
| Waffen und Gerät (Hauptmann Käthler) | Fliegeringenieur (Fliegeringenieur Stock) | |
| Nachrichtenführer (Major Schostag) | | |
| | Divisionstruppen | |
| Aufklärungsstaffel (Oberleutnant Langguth), Flugplatz Legnica, später Flughafen Gütersloh                                                                           | Transportstaffel (Oberleutnant Schäfer) | |
| Geschützbatterie 7 (Oberleutnant Schram) | Luftnachrichten-Kompanie 7 (Oberleutnant Schleicher) | |
| Transportkompanie 7 (Hauptmann Roloff) | Sanitätskompanie 7 (Oberstabsarzt Neumann) | |
| Leichte Flak-Batterie 106 (Oberleutnant Timm) | Panzerabwehrkanonen-Kompanie (Hauptmann Götze) | |
| Krad-Schützenzug (Leutnant Geyer) | Propagandakompanie in Zugstärke (xx) | |
| Fallschirmjäger-Regiment 1 | | |
| Regimentskommandeur (Oberst Bruno Bräuer) | Regimentskommandeur (Oberst Bruno Bräuer) | - Adjutant (Hauptmann Rau) - Nachrichtenoffizier (Oberleutnant Schulle) - Ordonnanzoffizier (Oberleutnant Schemeitat) - Regimentsarzt (Stabsarzt Müller) |
| | I. Bataillon | |
| Bataillonskommandeur (Major Walther) | - Adjutant (Oberleutnant Zube) - Nachrichtenoffizier (Gerhold)                                                                                              | |
| - 1. Kompanie (Oberleutnant Götte) - 2. Kompanie (Hauptmann Grösch)                                                                                                 | - 3. Kompanie (Oberleutnant Frh. v. Brandis) - 4. Kompanie (Hauptmann Walter Gericke)                                                                       | |
| | II. Bataillon | |
| Bataillonskommandeur (Hauptmann Prager) | - Adjutant (Leutnant Haedrich) - Nachrichtenoffizier (Leutnant Günter Hofmann)                                                                              | |
| - 5. Kompanie (Oberleutnant Straehler-Pohl) - 6. Kompanie (Oberleutnant Stangenberg)                                                                                | - 7. Kompanie (Oberleutnant Pagels) - 8. Kompanie (Oberleutnant Böhmler)                                                                                    | |
| | III. Bataillon | |
| Bataillonskommandeur (Hauptmann Karl-Lothar Schulz) | - Adjutant (Oberleutnant Schmücker) - Nachrichtenoffizier                                                                                                   | |
| - 9. Kompanie (Oberleutnant Gessner) - 10. Kompanie (Oberleutnant Specht) - 11. Kompanie (Oberleutnant Karl-Heinz Beckel) - 12. Kompanie (Hauptmann Werner Schmidt) | - 13. Kompanie (noch nicht aufgestellt) - 14. Panzerjägerkompanie (Oberleutnant Retzenstein) - 15. Kompanie Fallschirmpioniere (Oberleutnant Rudolf Witzig) | |
| Fallschirmjäger-Regiment 2 | | |
| Regimentsstab noch nicht aufgestellt | | |
| | I. Bataillon | |
| Bataillonskommandeur (Hauptmann Noster) | - Adjutant (Oberleutnant Heckel) - Nachrichtenoffizier (Oberleutnant Jacobi)                                                                                | |
| - 1. Kompanie (Oberleutnant Schlichting) - 2. Kompanie (Hauptmann Merten)                                                                                           | - 3. Kompanie (Oberleutnant v. Roon) - 4. Kompanie (Hauptmann Morawetz)                                                                                     | |
| | II. Bataillon | |
| Bataillonskommandeur (Hauptmann Erich Pietzonka) | - Adjutant (Oberleutnant Knobloch) - Nachrichtenoffizier (Oberleutnant Koebke)                                                                              | |
| - 5. Kompanie (Oberleutnant Thiel) - 6. Kompanie (Hauptmann Gerhart Schirmer)                                                                                       | - 7. Kompanie (Oberleutnant Horst Zimmermann) - 8. Kompanie (Oberleutnant Paul)                                                                             | |

Anmerkung
Gliederung Luftlandekorps (10. Mai 1940): 7. Flieger-Division, 22. Infanterie-Division und zwei Transportgeschwader.

### 1. Fallschirmjäger-Division
Die nachstehende Übersicht zeigt die Gliederung der Division im Februar 1944 zur 2. Cassino-Schlacht in Italien.
| 1. Fallschirmjäger-Division                                                                   | 1. Fallschirmjäger-Division                                                                                  | 1. Fallschirmjäger-Division                     |
| --------------------------------------------------------------------------------------------- | --- | ----------------------------------------------- |
| Divisionskommandeur (Generalleutnant Richard Heidrich)                                        | |                                                 |
|                                                                                               | Divisionsstab                                                                                                |                                                 |
| 1. Generalstabsoffizier Ia, Leiter der Führungsabteilung (Major i. G. Heckel)                 | |                                                 |
| 2. Generalstabsoffizier Ib, Leiter der Quartiermeisterabteilung (Hauptmann i. G. Stangenberg) | |                                                 |
| 3. Generalstabsoffizier Ic, Feindlageoffizier (Oberleutnant Treiber)                          | |                                                 |
| Divisionsarzt (Oberstabsarzt Eiben)                                                           | Divisionsintendant (Oberstabsintendant Ehlers)                                                               |                                                 |
| Fallschirm-Nachrichtenabteilung                                                               | |                                                 |
| Abteilungskommandeur (Hauptmann Graf)                                                         | |                                                 |
|                                                                                               | 1. Kompanie = Funk-Kompanie                                                                                  | 2. Kompanie = Fernsprech-Kompanie               |
| Fallschirmjäger-Regiment 1                                                                    | |                                                 |
| Regimentskommandeur (Oberst Karl-Lothar Schulz)                                               | Regimentskommandeur (Oberst Karl-Lothar Schulz)                                                              | Regimentsstab-Nachrichtenzug                    |
|                                                                                               | Pionier-Zug                                                                                                  | Radfahrzug                                      |
| 13. Kompanie = Granatwerfer-Kompanie                                                          | 14. Kompanie = Panzerjäger-Kompanie                                                                          |                                                 |
| I. Bataillon                                                                                  | |                                                 |
| Bataillonskommandeur (Major Wolf-Werner von der Schulenburg)                                  | Bataillonsstab-Nachrichtenzug                                                                                |                                                 |
| 1. bis 3. Kompanie = Jäger-Kompanien                                                          | 4. Kompanie = Maschinengewehr-Kompanie                                                                       |                                                 |
| II. Bataillon                                                                                 | |                                                 |
| wie I. Bataillon (Kommandeur Major Kurt Gröschke)                                             | |                                                 |
| III. Bataillon                                                                                | |                                                 |
| wie I. Bataillon (Kommandeur Major Becker)                                                    | |                                                 |
| Fallschirmjäger-Regiment 3                                                                    | |                                                 |
| Regimentskommandeur (Oberst Ludwig Heilmann)                                                  | Regimentskommandeur (Oberst Ludwig Heilmann)                                                                 | wie Fallschirmjäger-Regiment 1                  |
|                                                                                               | - I. Bataillon (Major Böhmler) - II. Bataillon (Hauptmann Foltin) - III. Bataillon (Major Kratzert)          |                                                 |
| Fallschirmjäger-Regiment 4                                                                    | |                                                 |
| Regimentskommandeur (Major Grassmehl)                                                         | Regimentskommandeur (Major Grassmehl)                                                                        | wie Fallschirmjäger-Regiment 1                  |
|                                                                                               | - I. Bataillon (Hauptmann Beyer) - II. Bataillon (Hauptmann Hübner) - III. Bataillon (Hauptmann Heinz Meyer) |                                                 |
| Fallschirm-Artillerie-Regiment 1                                                              | |                                                 |
| Regimentskommandeur (Major Schram)                                                            | |                                                 |
|                                                                                               | Regimentsstab-Nachrichtenzug                                                                                 |                                                 |
| I. Abteilung                                                                                  | |                                                 |
| Abteilungskommandeur (Hauptmann Scheller)                                                     | |                                                 |
| 1. bis 3. Batterie                                                                            | 7,5 cm Gebirgsgeschütze                                                                                      |                                                 |
| II. Abteilung                                                                                 | |                                                 |
| nicht an der zweiten Cassino-Schlacht beteiligt                                               | |                                                 |
| 4. bis 6. Batterie                                                                            | |                                                 |
| III. Abteilung                                                                                | |                                                 |
| Abteilungskommandeur (Hauptmann Tappe)                                                        | |                                                 |
| 7. bis 9. Batterie = 10 cm Leichtgeschütze (Sonderanfertigung für Fallschirmtruppe)           | |                                                 |
| Fallschirm-Pionier-Bataillon 1                                                                | |                                                 |
| Bataillonskommandeur (Hauptmann Frömmig)                                                      | Bataillonskommandeur (Hauptmann Frömmig)                                                                     | Bataillonsstab-Nachrichtenzug                   |
|                                                                                               | 1. bis 3. Kompanie                                                                                           | Pionier-Kompanie                                |
| 4. Kompanie                                                                                   | Maschinengewehr-Kompanie                                                                                     |                                                 |
| Fallschirm-Panzerjäger-Abteilung 1                                                            | |                                                 |
| Abteilungskommandeur (Major Brückner)                                                         | Abteilungskommandeur (Major Brückner)                                                                        | Abteilungsstab-Nachrichtenzug                   |
|                                                                                               | 1. bis 4. Kompanie                                                                                           | 7,5 cm Panzerabwehrkanonen im motorisierten Zug |
| 5. Kompanie                                                                                   | 7,5 cm Panzerabwehrkanonen aus Selbstfahrlafette                                                             |                                                 |
| Fallschirm-Maschinengewehr-Bataillon 1                                                        | |                                                 |
| Bataillonskommandeur (Major Schmidt)                                                          | Bataillonskommandeur (Major Schmidt)                                                                         | Bataillonsstab-Nachrichtenzug                   |
|                                                                                               | 1. bis 3. Maschinengewehr-Kompanie                                                                           |                                                 |
| Fallschirm-Sanitäts-Abteilung 1                                                               | |                                                 |
| Abteilungskommandeur (Oberstabsarzt Eiben)                                                    | |                                                 |
|                                                                                               | 1. Sanitäts-Kompanie                                                                                         | 2. Sanitäts-Kompanie                            |

## Kommandeure
| Damaliger Rang  | Name             | Zeitraum                           |
| --------------- | ---------------- | ---------------------------------- |
| Generalleutnant | Kurt Student     | 1. September 1938 bis 16. Mai 1940 |
| Generalleutnant | Richard Putzier  | 16. Mai 1940 bis 21. Januar 1941   |
| Generalleutnant | Wilhelm Süssmann | 21. Januar bis 20. Mai 1941        |
| Generalmajor    | Alfred Sturm     | 20. Mai bis 30. Mai 1941           |
| Generalleutnant | Erich Petersen   | 1. Oktober 1941 bis 1. August 1942 |
| Generalleutnant | Richard Heidrich | 1. August 1942 bis zur Umbenennung |

| Damaliger Rang  | Name               | Zeitraum                                       |
| --------------- | ------------------ | ---------------------------------------------- |
| Generalleutnant | Richard Heidrich   | Umbenennung bis 16. November 1944              |
| Generalmajor    | Hans Korte         | 4. Januar bis 21. Februar 1944 (in Vertretung) |
| Generalmajor    | Karl-Lothar Schulz | 18. November 1944 bis zur Kapitulation         |

## Bekannte Divisionsangehörige
- Conrad Ahlers (1922–1980), war von 1972 bis 1980, für die SPD, Mitglied des Deutschen Bundestages
- Harry Herrmann (1909–1995), war von 1962 bis 1967 als Oberst der Bundeswehr Kommandeur der Luftlande- und Lufttransportschule
- Werner Milch (1903–1984), war 1947 Verteidiger im sogenannten Nürnberger Milch-Prozess
- Harald Quandt (1921–1967), war ein deutscher Industrieller aus der Familie Quandt
- Gerhart Schirmer (1913–2004), war von 1968 bis 1972, als Generalmajor der Luftwaffe der Bundeswehr, Kommandeur des Verteidigungsbezirkskommandos 51
- Max Schmeling (1905–2005), war ein deutscher Schwergewichtsboxer und zwischen 1930 und 1932 Schwergewichts-Boxweltmeister
- Alfred Schwarzmann (1912–2000), war ein deutscher Kunstturner und dreimaliger Olympiasieger bei den Olympischen Sommerspielen 1936
- Bert Trautmann (1923–2013), war ein deutscher Fußballspieler, der in seiner aktiven Zeit als einer der besten Torhüter der Welt galt
- Heinz Trettner (1907–2006), war von 1964 bis 1966, als General der Bundeswehr, der dritte Generalinspekteur der Bundeswehr